# (9646) 1995 BV
1995 بي في (ويعرف أيضًا باسم (9646) 1995 بي في وفق تسمية الكوكب الصغير) (بالإنجليزية: 1995 BV)‏ هو كويكب ضمن حزام الكويكبات؛ وترتيبه 9646 من حيث الاكتشاف.
اكتُشف هذا الجُرم الفلكي بواسطة تاكاو كوباياشي في 25 يناير 1995.

## وصلات خارجية
- (9646) 1995 BV في قاعدة بيانات مختبر الدفع النفاث لأجرام النظام الشمسي الصغيرة

- الاكتشاف · مخطط المدار ·  العناصر المدارية · المعلمات المادية

- (9646) 1995 BV على موقع ويكي سكاي: DSS2, SDSS, GALEX, IRAS, Hydrogen α, X-Ray, Astrophoto, Sky Map, Articles and images